# Louis Sellmer
Ludwig („Louis“) Carsten Sellmer (* 4. Mai 1889 in Hamburg; † 14. Januar 1978 ebenda) war ein deutscher Politiker der SPD. Er war 1932/33 und von 1946 bis 1957 Mitglied der Hamburgischen Bürgerschaft.

## Leben und Beruf
Sellmer absolvierte nach dem Besuch der Volksschule die Lehre zum Gürtler und nahm 1912 eine Tätigkeit als Laborant am Chemischen Staatsinstitut in Hamburg auf, diese übte er bis Ende 1923 aus. Danach widmete er sich dem nachträglichen Erwerb des Abiturs, das er im Februar 1925 an der Oberrealschule Uhlenhorst ablegte. Im Anschluss daran studierte er drei Jahre lang Chemie, Biologie und Mathematik an der Universität Hamburg und war danach als Fachlehrer sowie als Angestellter bei der Volksfürsorge tätig.
Am 16. Juni 1933 wurde Sellmer zusammen mit anderen Mandatsträgern bei der Vorstands- und Ausschusssitzung der SPD im Redaktionshaus des Hamburger Echo verhaftet und im Untersuchungsgefängnis Hamburg inhaftiert. Aufgrund dessen wurde seine Tätigkeit bei der Volksfürsorge fristlos gekündigt; er blieb vier Jahre lang arbeitslos. Durch Freunde fand er eine neue Tätigkeit als Hausverwalter, die er zum 1. Januar 1938 antrat. Im Jahr 1941 wechselte er als Chemiker zur Lebensmittelfabrik Orkers-Kraftsuppen. Er war vom 22. August bis zum 19. September 1944 erneut inhaftiert, diesmal im KZ Fuhlsbüttel.

## Politik
Sellmer gründete 1905 die Arbeiterjugendgruppe „Junge Garde“ innerhalb der Sozialistischen Arbeiter-Jugend. Er trat bereits in jungen Jahren in die SPD ein, in der er bis 1933 den Distrikt St. Pauli leitete.
Im Jahr 1932 wurde er in die Hamburgische Bürgerschaft gewählt, aus der er durch die Gleichschaltung im nächsten Jahr wieder ausschied.
Nach dem Krieg wirkte Sellmer am Wiederaufbau der SPD mit, er gehörte dem vorläufigen Parteivorstand an und war als Parteisekretär tätig. Bei der Bürgerschaftswahl in Hamburg 1946 wurde er wieder in die Bürgerschaft gewählt, sein Mandat wurde bei der Wahl 1949 bestätigt. Bei der Wahl 1953 verpasste er zunächst den Wiedereinzug, doch rückte er am 15. November 1955 für den verstorbenen Heinrich Steinfeldt in die Bürgerschaft nach, aus der er nach der Wahl 1957 endgültig ausschied.
Ludwig Sellmer starb am 14. Januar 1978 im Alter von 88 Jahren und wurde auf dem Friedhof Ohlsdorf beigesetzt.